# 斯托克斯縣 (北卡羅萊納州)
斯托克斯县（英語：Swain County）是美國北卡羅萊納州北部的一個縣，北鄰維吉尼亞州。面積1,181平方公里。根据美國2000年人口普查，共有人口44,711人。縣治丹伯里（Danbury）。
成立於1789年11月2日。縣名紀念美國獨立戰爭時期軍官、美國聯邦區域法院法官約翰·斯托克斯。